# Saturday Night's Alright for Fighting (W.A.S.P.)
Saturday Night's Alright for Fighting è il ventisettesimo singolo degli W.A.S.P..
Registrata nel 2000, la canzone aveva lo scopo di promuovere Helldorado, ultimo album della band, che era stato pubblicato qualche mese prima. A causa di questo, nessuna delle due canzoni presenti nel promo compariva anche nel suddetto disco. 
La canzone "Saturday night's alright for fighting" è una cover della omonima canzone di Elton John.

## Tracce
1. Saturday night's alright for fighting – 4:44
2. Unreal – 3:19

## Formazione
- Blackie Lawless – cantante
- Chris Holmes – chitarrista
- Mike Duda – bassista
- Stet Howland – batterista